# 尘暴痕迹

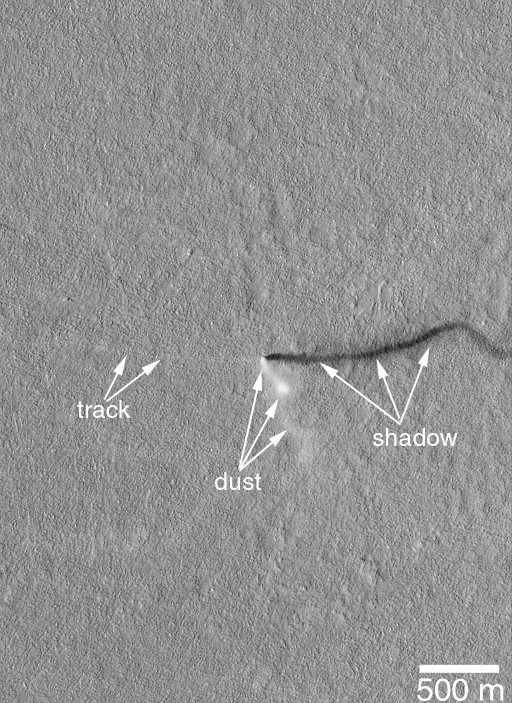
2001年4月10日，亚马逊平原上的火星尘卷风(也可观看) (视频 (2分19秒))。

火星上许多地区都经历过巨大的尘卷风，这些尘卷风会在火星表面留下痕迹，因为它们会扰动火星表面大部分区域所覆盖的一层纤薄明亮的尘埃。当尘暴经过时，它会吹走覆盖层，暴露了下面黑色的表面。然而，在几周之内，深色痕迹又会呈现出以前的明亮色，这要么是由于风的作用将地面重新覆盖，要么是暴露在阳光和火星大气中的表面被氧化。

## 形成和动态
当太阳使干燥平坦地表上方的空气升温时，就会产生尘卷风。热空气穿过较冷的空气快速上升，并在向前移动时开始旋转。这种旋转、移动的气流将会卷起尘埃和沙粒，并留下一处干净的表面。

## 观察
火星上的尘卷风已被从地面和高空轨道上拍到，它们甚至还吹掉了火星上两辆火星车太阳能电池板上的尘埃，从而大大延长了它们的使用寿命，所显示的尘暴痕迹外观每数月就会改变一次。。一项结合高分辨率立体相机 (HRSC) 和火星轨道器相机 (MOC) 数据的研究发现，火星上一些大型尘卷风直径为 700 米（2,300 英尺），持续时间至少为 26 分钟 。好奇号探测车的测量结果证实，当尘卷风从附近经过时，气压会下降。

## 随时间的改变
2009年拍摄的尘暴图像，约在两年后发现，现在照片中显示的痕迹与上次所看到的完全不同了，这意味着有一场尘暴抹去了旧的痕迹。

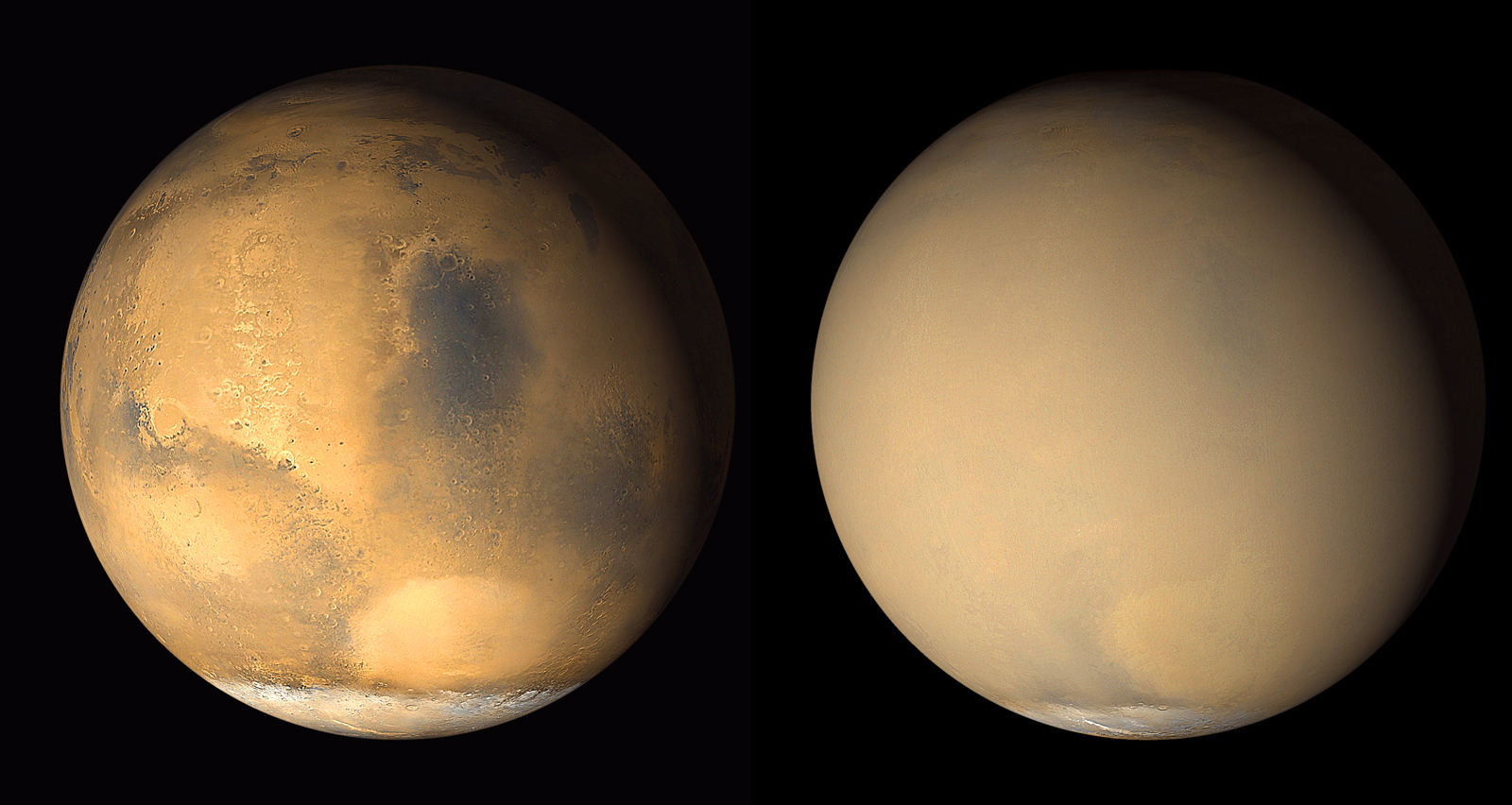
火星全球探勘者号显示的2001 年 6 月没有沙尘暴的火星（左图）和 2001 年 7 月全球沙尘暴的火星（右图）。

由于在火星上观测这些尘暴痕迹并不总是那么容易，因此在地球上进行了一些试验，以进一步加深我们对这些风暴的了解。传统上，尘卷风留下的痕迹会较暗，但卫星图像捕捉到了一些比传统痕迹更亮的情况。总之，这些痕迹并不比平时暗，但在前一天晚上，由于5分钟的降雨，沙子变黑了。由于火星上并没有水存在的证据，人们相信这些较亮的痕迹是由静电固定在一起的。

## 图集

2020年8月9日，好奇号火星车观察到的火星尘卷风。

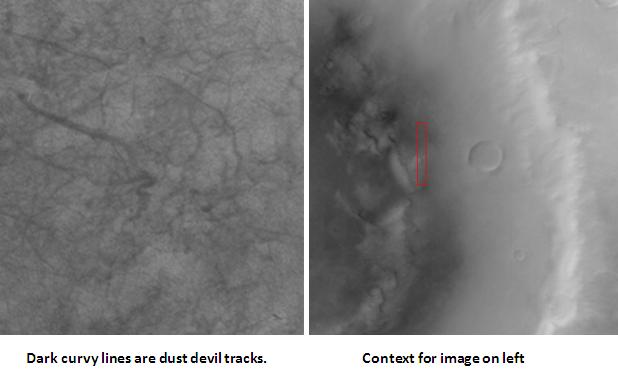
火星勘测轨道飞行器拍摄的开普勒陨击坑中的尘暴痕迹。
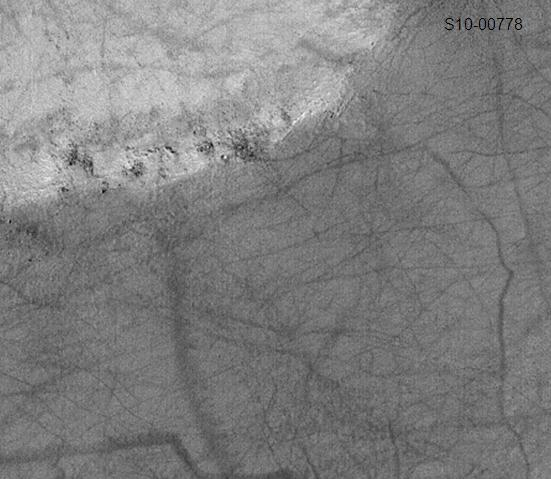
火星轨道器相机公共目标计划下，火星全球探勘者号拍摄到的巨大尘暴形成的大小痕迹图案。
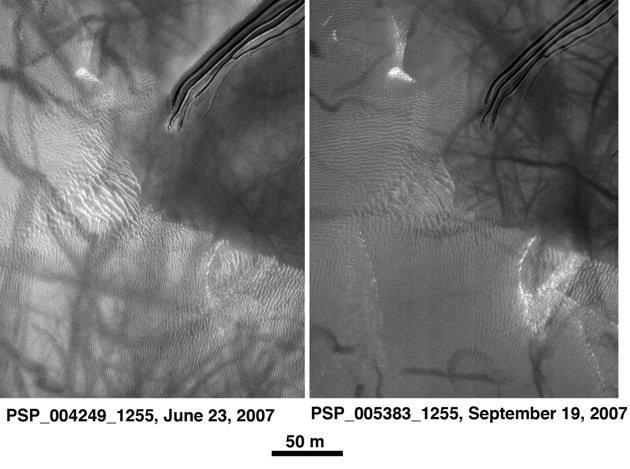
高分辨率成像科学设备在挪亚区拍摄到的罗素陨击坑中尘卷风的变化，点击图片可查看3个月内尘暴痕迹的改变。
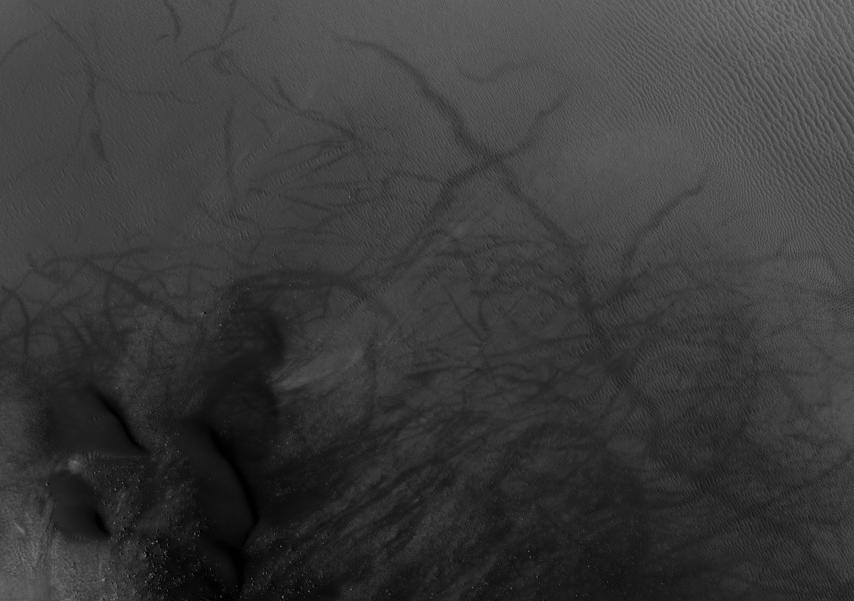
高分辨率成像科学设备显示的米兰科维奇陨击坑中心区域。点击图片可查看更多的细节：深色沙丘、清晰的尘暴痕迹和巨石（小亮点）。
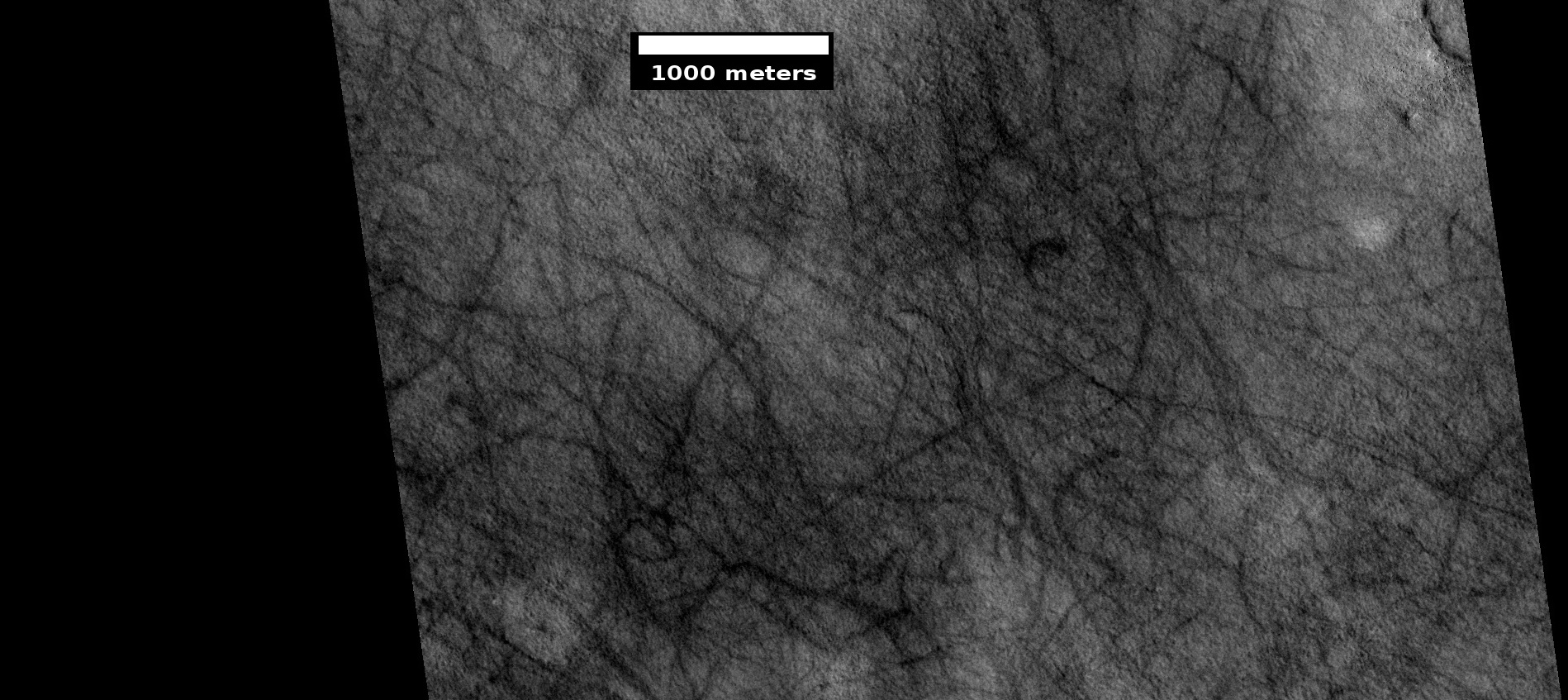
HiWish计划下高分辨率成像科学设备在卡西乌斯区看到的尘暴痕迹。
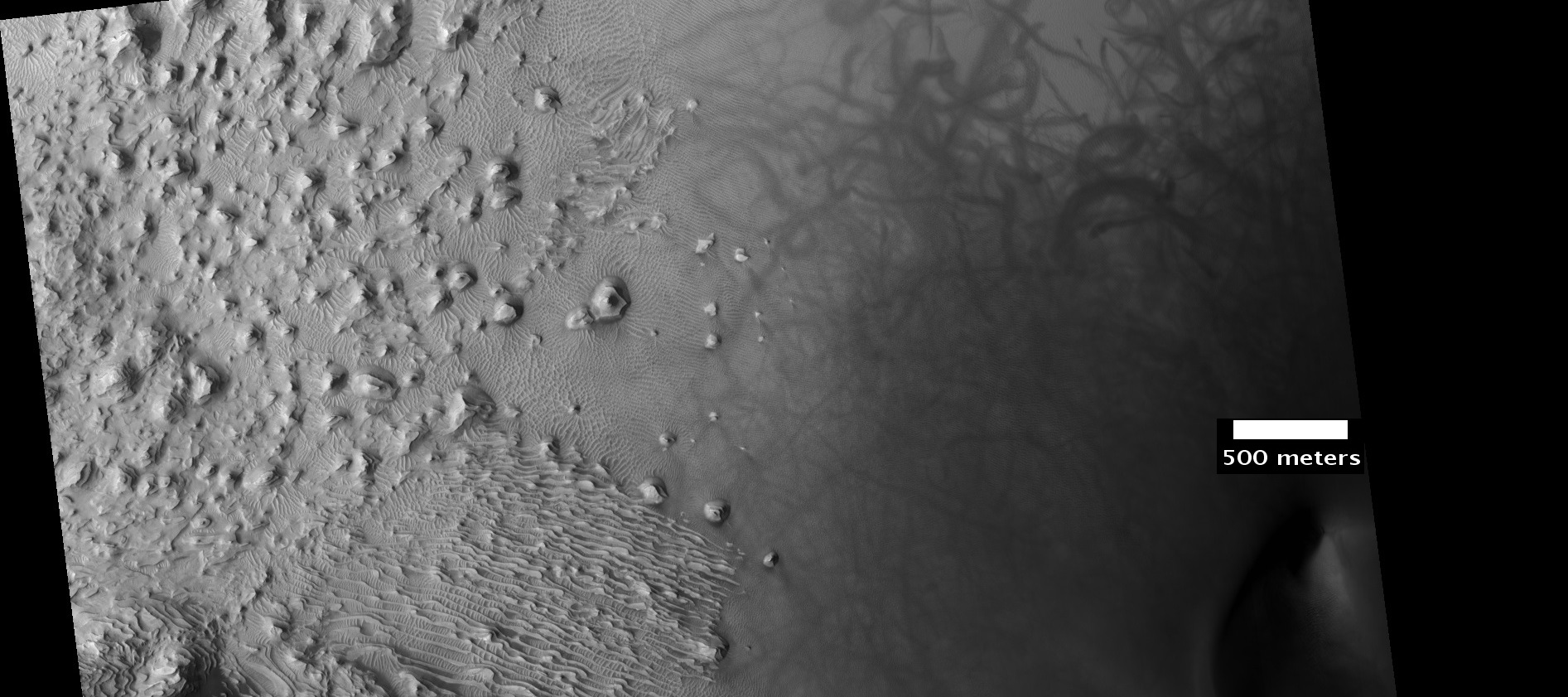
高分辨率成像科学设备显示的阿拉伯区丹尼尔森陨击坑的岩层，在顶部也可看到尘暴痕迹。
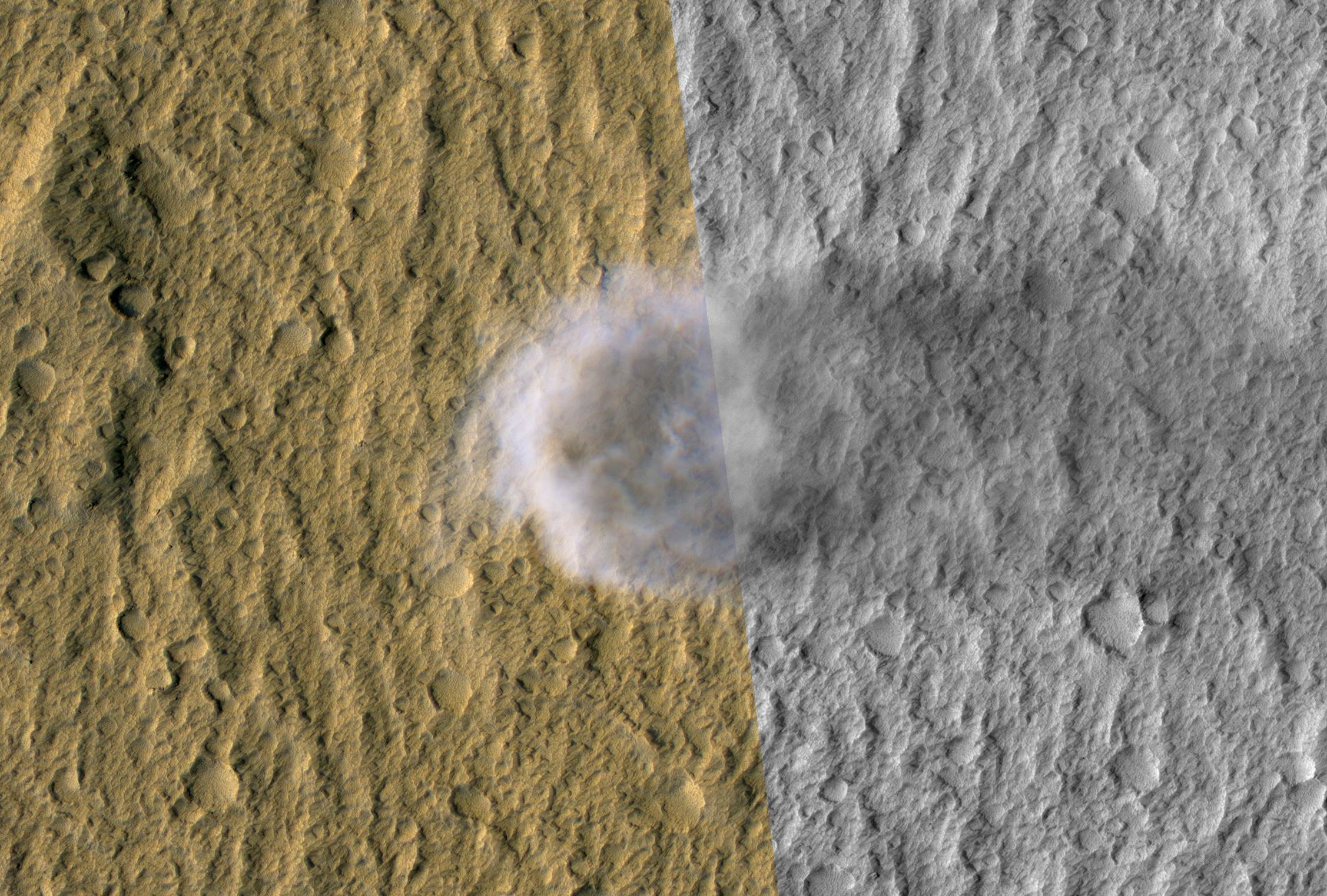
亚马逊区丘陵地区上的一道尘卷风。

## 参引文献
1. ↑  HiRISE | (PSP_00481_2410) （页面存档备份，存于）. Hirise.lpl.arizona.edu. Retrieved on 7 August 2011.
2. ↑  Mars Exploration Rover Mission: Press Release Images: Spirit （页面存档备份，存于）. Marsrovers.jpl.nasa.gov. Retrieved on 7 August 2011.
3. ↑  .   [2021-08-20]. （原始内容存档于2018-01-09）.
4. ↑  Reiss, D. et al.  2011.  Multitemporal observations of identical active dust devils on Mars with High Resolution Stereo Camera (HRSC) and Mars Orbiter Camera (MOC).  Icarus.  215:358–369.
5. ↑  Kahanpaa, H., et al.  2018.  MARTIAN DUST DEVILS OBSERVED SIMULTANEOUSLY BY IMAGING AND BY METEOROLOGICAL MEASUREMENTS.  49th Lunar and Planetary Science Conference 2018 (LPI Contrib. No. 2083).  1442.pdf
6. ↑  . HiRISE.com. 15 May 2013  [30 November 2016]. （原始内容存档于2021-01-15）.
7. ↑  Icarus, Dennis. . www.wired.com. Wired. 24 September 2010  [30 November 2016]. （原始内容存档于2021-08-28）.

## 另请查看
- 亚马逊平原
- 暗坡条纹
- 刘歆陨击坑
- 火星地质
- 高分辨率成像科学设备
- 火星土壤